# Jupiter felemelkedése
A Jupiter felemelkedése (eredeti cím: Jupiter Ascending) 2015-ben bemutatott amerikai űropera, melynek forgatókönyvírója, rendezője és producere Lana és Andy Wachowski. A főszerepben Channing Tatum, Mila Kunis és Sean Bean látható.
Az Amerikai Egyesült Államokban 2015. február 6-án mutatták be, Magyarországon egy nappal hamarabb, szinkronizálva, az InterCom forgalmazásában. A film többnyire negatív értékeléseket kapott a kritikusoktól, és bevételi szempontból sem volt sikeres.

## Cselekmény
Jupiter Jones (Mila Kunis) kivételesen szerencsés, hiszen sok jel utal arra, hogy nagy jövő előtt áll. De a lány hiába várja, az a szerencsés nap valamiért nem akar eljönni, ehelyett takarítónőként kell élnie az életét. Felbukkan azonban egy genetikailag átalakított exkatona (Channing Tatum), aki teljesen megváltoztatja a jövőjét. Egyetlen okból érkezett a Földre: hogy elrabolja és magával vigye Jupitert, mert a lány genetikus kódja egy bizonyos örökséget takar.

## Szereplők
| Színész             | Szereplő                                                               | Magyar hang       |
| ------------------- | ---------------------------------------------------------------------- | ----------------- |
| Mila Kunis          | Jupiter Jones, egy gyanútlan, szerencsétlen földi születésű takarítónő | Pikali Gerda      |
| Channing Tatum      | Caine Wise, egy genetikailag átalakított exkatona, vadász              | Dévai Balázs      |
| Sean Bean           | Stinger Apini, egy Han Solo típusú karakter                            | Haás Vander Péter |
| Eddie Redmayne      | Balem Abrasax, az Abrasax testvérek legidősebbike                      | Rajkai Zoltán     |
| Douglas Booth       | Titus Abrasax, Balem öccse                                             | Fehér Tibor       |
| Tuppence Middleton  | Kalique Abrasax, Balem húga                                            | Gáspár Kata       |
| Gugu Mbatha-Raw     | Famulus, félig ember, félig szarvas genetikailag átalakítva            | Pálmai Anna       |
| David Ajala         | Ibis                                                                   | Zöld Csaba        |
| Ariyon Bakare       | Greeghan, Balem által küldött hüllővadász                              | Holl Nándor       |
| James D'Arcy        | Maximilian Jones, Jupiter apja                                         | Debreczeny Csaba  |
| Maria Doyle Kennedy | Aleksa, Jupiter anyja                                                  | Szórádi Erika     |
| Kick Gurry          | Vladie, Jupiter unokatestvére                                          | Czvetkó Sándor    |
| Charlotte Beaumont  | Kiza, Stinger lánya                                                    | Hermann Lilla     |

## Kritikai visszhang
A kritikusok negatívan fogadták a filmet. Bár a vizuális effekteket elismerték, a forgatókönyvet, a gyenge színészi játékot, továbbá a karakterfejlődés, valamint az eredetiség hiányát a film hibáiként rótták fel. A Metacritic oldalán a film értékelése 40%, ami 40 véleményen alapul. A Rotten Tomatoeson a Jupiter felemelkedése 22%-os minősítést kapott, 165 értékelés alapján.